# Guilherme Weisheimer

Guilherme Weisheimer est un footballeur brésilien né le 22 octobre 1981 à Porto Alegre,.

Il a commencé à jouer au football pour les jeunes de l'équipe de Grêmio Porto Alegre à l'âge de 10 ans. Il a joué pour la première fois à l'équipe de haute direction Gremio en 2000/01, à jouer à la même équipe, que Ronaldinho. Il a joué 34 matchs avec Gremio, dans le championnat et la Coupe, et a marqué 8 buts jusqu'en décembre 2002. En janvier 2003, il était prêt à Criciúma EC pendant 6 mois. Il est retourné à l'été 2003 à son équipe de Grêmio Porto Alegre, pour être de nouveau prêt à SC Ulbra (Série C (D3)) jusqu'en Décembre 2003. 
Quand il revint à Grêmio Porto Alegre, il est transféré pour 500 000 € à la Suède et à l'équipe de l'IFK Göteborg. En janvier 2005, il est retourné dans son pays pour jouer pour les équipes de SER Caxias et Veranópolis ECRC. Un an plus tard, en janvier 2006, il a signé pour le club grec Aris Salonique, d'être transférés douze mois plus tard pour Omonia Nicosie.

## Palmarès
- Championnat du Rio Grande do Sul (1) :
  - Vainqueur : 2001
  - Finaliste : 2000

- Coupe du Brésil (1) :
  - Vainqueur : 2001

- Coupe de Chypre (1) :
  - Vainqueur : 2009

- Supercoupe de Chypre :
  - Finaliste : 2009